# 若生裕俊
若生 裕俊（わこう ひろとし、1964年（昭和39年）2月26日 - ）は、日本の政治家、実業家。宮城県富谷市長（2期）。元富谷町長（1期）。

## 来歴
宮城県黒川郡富谷町今泉出身で地方政治家の家系の若生家の一族である。昭和39年に第3代富谷町長の若生照男の長男として生まれる。宮城県加美農業高等学校卒業。1999年、指定確認検査機関の会社を設立し代表取締役に就任。2004年に設立されたスローフードジャパンの初代会長に就任（同団体は2007年にNPO法人となる）。
2007年12月富谷町長の父、若生照男が死去。翌年2月の町長選挙に立候補するも、父の従兄弟に当たる若生英俊に敗れる。
2012年、富谷電力株式会社を設立し代表取締役に就任。2013年、太陽光発電所を建設。
2015年2月8日に行われた富谷町長選挙に出馬し、現職の若生英俊を破り初当選した。投票率は48.77％。
2016年10月10日、富谷町は市制施行し富谷市に移行。同日、初代市長に就任した。
2019年1月27日投票予定の市長選挙で無投票で当選し、二期目となった。
2020年10月26日、世界平和統一家庭連合（旧統一教会）の関係団体が発行する日刊紙「世界日報」の取材を受けた。取材記事は11月10日付で掲載された。
2020年11月24日、新型コロナウイルスへの感染が確認され、同日午後に入院していた。
2023年1月29日投票の市長選挙で当選し、三期目となった。投票率は42.2％。